# HMS Royal Alfred (1864)
Panserskibet HMS Royal Alfred var planlagt som et traditionelt træbygget linjeskib med dampmaskineri. Skibet blev påbegyndt i 1859 på et tidspunkt, hvor man i både i Frankrig og Storbritannien allerede var begyndt at bygge panserskibe, men hvor deres overlegenhed i forhold til linjeskibene endnu ikke var almindelig anerkendt. I maj 1861 stod det imidlertid klart for den britiske flådeledelse, at man var ved at blive overhalet af det franske byggeprogram, og derfor blev der truffet beslutning om at færdigbygge skibet som som panserskib. Royal Navy valgte at færdiggøre de tre Prince Consort-panserskibe og Royal Oak fra samme serie linjeskibe, og derefter ville man på basis af erfaringerne ombygge de sidste tre. Derfor lå arbejdet på Royal Alfred stille nogle år, og skibet kom til at fremstå væsentligt anderledes. Den vigtigste ændring var, at man samlede de fleste kanoner midtskibs bag kraftigt panser, en opstilling, der betegnes "centralbatteri". De kraftige 22,9 cm kanoner var anbragt i centralbatteriet, mens 17,8 cm kanonerne var opstillet for og agter, med skudfelt forud og agterud. Royal Alfred var et af de få af periodens britiske panserskibe, der fik lov til at beholde sit artilleri uændret i hele tjenestetiden. Navnet henviser til kong Alfred den Store, der regerede det engelske kongedømme Wessex i 871-99. Royal Navy havde flere skibe, der hed Alfred, men kun dette Royal Alfred.

## Tjeneste
Royal Alfred blev ved afleveringen i 1867 sendt til Halifax i Canada som flagskib for eskadren i Nordamerika. I 1869-70 var det retur i Storbritannien til eftersyn, og blev i den periode afløst af HMS Defence. I 1870-74 fortsatte tjenesten i Nordamerika, der også omfattede anløb af havne i Caribien. Royal Alfred kom tilbage til Storbritannien i 1874 og blev overført til reserven. I 1875 blev maskineriet afprøvet, og det viste sig, at skibets kedler kun ville være i stand til at præstere en fart på 7,5 knob. I stedet for at foretage en dyr reparation, valgte flådeledelsen at lægge skibet op, til det blev solgt i 1885.